# 歐菲莉亞
歐菲莉亞（英語：Ophelia (John William Waterhouse)）是威廉·莎士比亚戲劇《哈姆雷特》的角色。她是丹麦年輕女貴族，而且是波隆尼爾的女兒、雷爾提的妹妹以及哈姆雷特王子可能的妻子。由於哈姆雷特的行為，她因此陷入疯狂的狀態，並最終導致其遇溺而死。

## 名字
像《哈姆雷特》大部分角色，歐菲莉亞的名字並非來自丹麥文。它首次出現在雅各布·桑納扎羅1504年的詩《阿卡迪亚》（同「Ofelia」），可能來源於古希臘語的ὠφέλεια（「ōphéleia」，意為「利益」）。

## 劇情

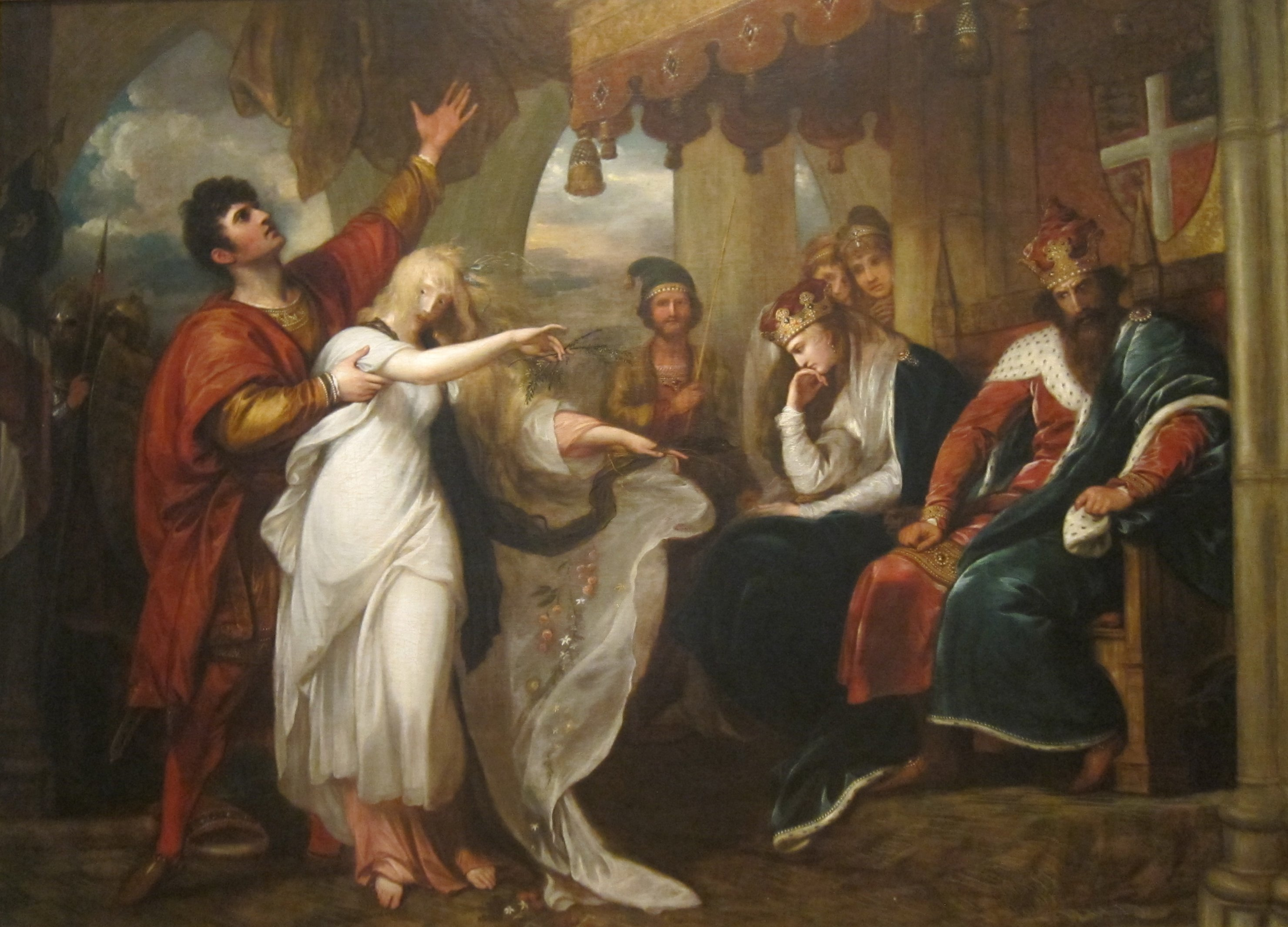
本傑明·委斯特《哈姆雷特，第四幕第五景（歐菲莉亞在國王和皇后面前）》（1792）

歐菲莉亞首次在戲劇出場說話時，她看起來與哥哥雷爾提住在法國。雷爾提警告她丹麥王位繼承人哈姆雷特沒有婚姻自由。歐菲莉亞的父親波隆尼爾在雷爾提離開後進場，同樣禁止歐菲莉亞追求哈姆雷特，因為波隆尼爾害怕哈姆雷特會對她不認真。
歐菲莉亞下次出場時，她告訴波隆尼爾衣衫不整以及臉上帶著「令人討厭的」表情的哈姆雷特衝進她房間；他只是盯著她，點頭三次但並沒有跟她說話。根據歐菲莉亞所說的，波隆尼爾總結道他禁止歐菲莉亞去見哈姆雷塔是錯的，而哈姆雷特發瘋似的愛著她。波隆尼爾馬上決定去丹麥的新國王以及哈姆雷特的叔叔與繼父克勞地講述這個情況。波隆尼爾之後向克勞地建議躲在壁毯後去偷聽哈姆雷特與歐菲莉亞的私密對話。由於波隆尼爾現在確定哈姆雷特對歐菲莉亞是相思病，所以他想哈姆雷特將會在這段對話對她釋出愛意。克勞地同意以後再嘗試偷聽計劃。
這個計劃導致通常被稱為「尼姑庵之場」，這個詞通常代表修道院，但在當時也是用來稱妓院的普及俚語。波隆尼爾吩咐歐菲莉亞站在城堡的大廳，而他和克勞地躲起來。哈姆雷特接近歐菲莉亞並跟她說話，並說：「去尼姑庵吧。」哈姆雷特問歐菲莉亞他的父親在那裏，她向他說謊說父親一定在家。哈姆雷特意識到自己正在被監視。他離開城堡後宣佈：「我們以後再不要結什麼婚了。」歐菲莉亞充滿疑惑和心碎，確定哈姆雷特瘋了。當哈姆雷特怒氣衝衝地衝出城堡後，歐菲莉亞說出了「噢，一世的英才就這麼坍塌了！」獨白。

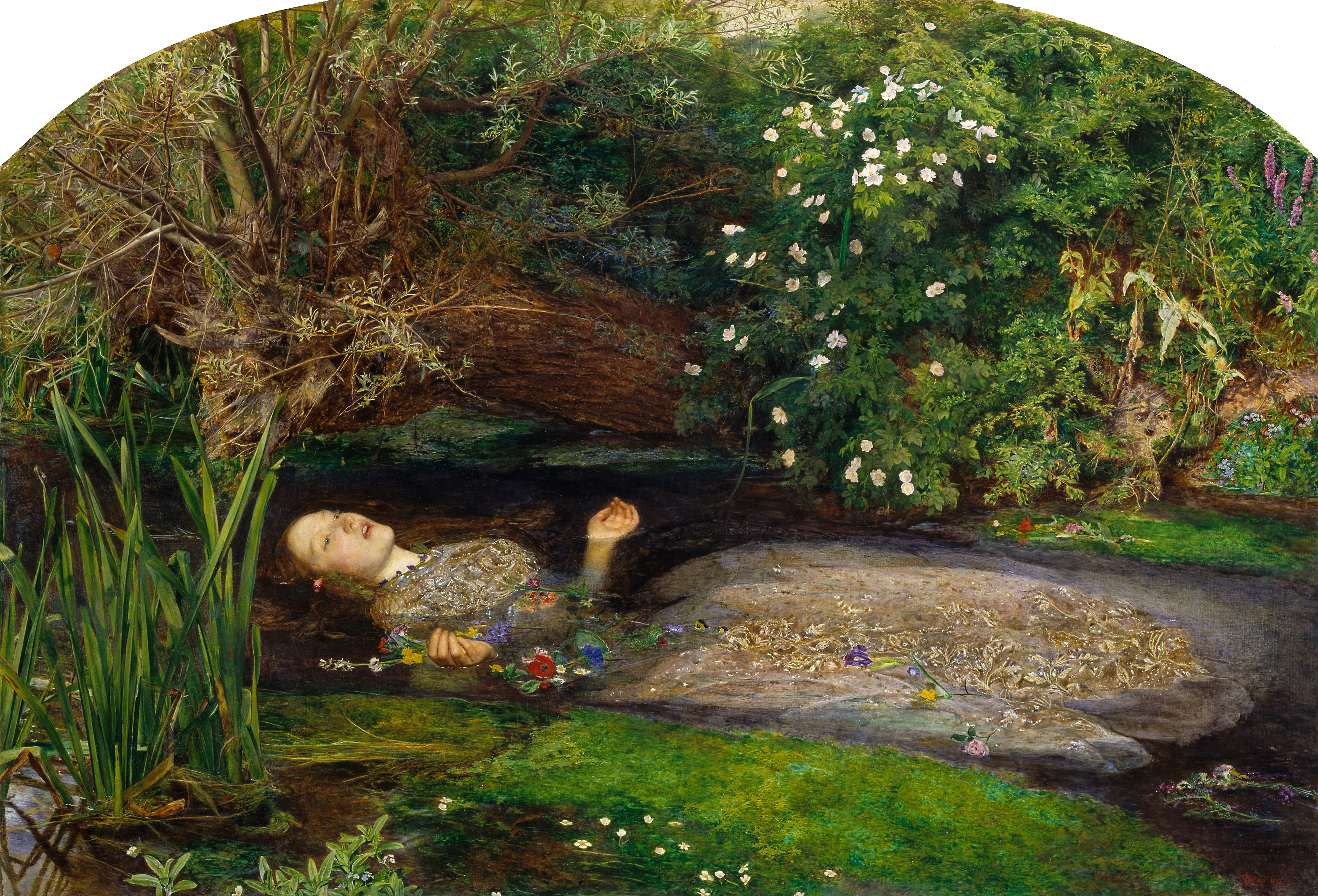
約翰·艾佛雷特·米萊的《歐菲莉亞》（1852）是泰特美術館收藏品。他的畫作影響了電影《肯尼斯·布萊納之哈姆雷特》的形象。

歐菲莉亞下一次的出場是「老鼠夾之場」，哈姆雷特被安排嘗試證明克勞地殺了哈姆雷特國王。哈姆雷特和歐菲莉亞坐在一起，並說出有性暗示言論；他還說女人的愛很短暫。
當晚在戲後，哈姆雷特與葛簇特皇后秘密聚會時殺了波隆尼爾。歐菲莉亞的下次出場，父親去世後由於其他角色對她父親表達出了喪慟，她失去理智瘋掉了。她滿口謎語和押韻詩，演唱一些關於死亡和女孩失去童貞的「發瘋」與淫穢的歌曲。她向每個人道了「晚安」後離開。
歐菲莉亞最後一次出現在戲劇中是雷爾提來到城堡懷疑克勞地要與父親波隆尼爾死亡有關之後。歐菲莉亞演唱更多歌曲，並儘管花朵含義的解釋有所不同，但她以它們的象徵意義來遞出。唯一歐菲莉亞給予自己的香草是芸香：「……这些芸香给您，也留一些给我。在礼拜天，我们可称它为『恩典之花。』噢，您戴芸香，就应如戴您的纹章一般。」芸香廣為人知是它後悔的象徵，但是芸香也用來治療疼痛、瘀傷並具有助流產的特質。

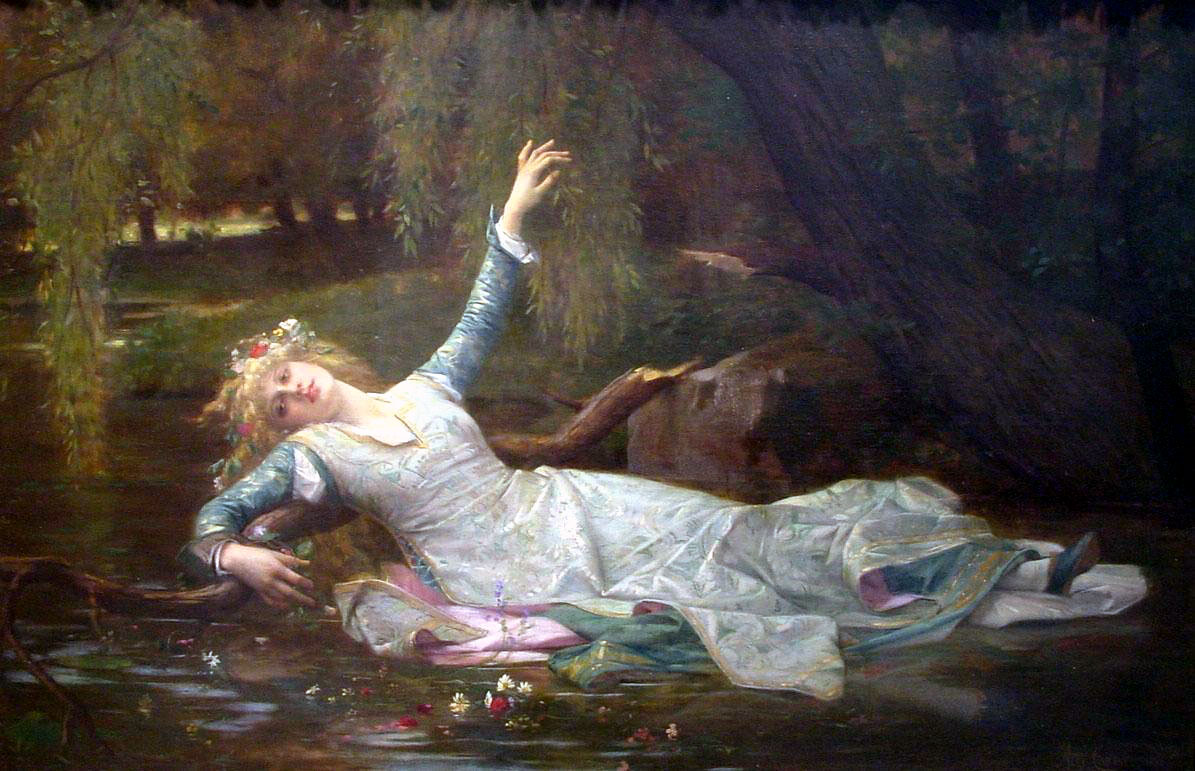
亞歷山大·卡巴內爾的《歐菲莉亞》

在第四幕第七場，葛簇特皇后報告說歐菲莉亞爬上了一顆柳樹（「在那小溪旁，有株倾斜的杨柳树」），之後樹枝斷掉，歐菲莉亞掉進小溪淹死了。葛簇特說歐菲莉亞看上去「無力承受自己的痛苦」。葛簇特對於歐菲莉亞逝世的聲明被譽為文學中最具詩意的死亡聲明之一。
之後，墳場的教堂司事堅持說歐菲莉亞一定是自殺。雷爾提對神職人員的說法感到憤慨，並回覆道歐菲莉亞將會在天堂成為天使，而神職人員則「在（地獄中）哀號」。
在歐菲莉亞的葬禮上，葛簇特皇后撒花在歐菲莉亞的墳墓（「好花应该撒于美人身」），並說她希望歐菲莉亞可能會成為哈姆雷特的妻子（反駁雷爾提在第一幕對歐菲莉亞的警告）。雷爾提接著跳進歐菲莉亞的墳墓挖掘現場，要求他要最後一次將她抱在懷裡並宣布他有多愛她才埋葬。附近的哈姆雷特接著挑戰雷爾提並宣稱她愛歐菲莉亞勝過「四萬個」兄弟合起來。在墳墓之場後，歐菲莉亞再也沒被提到過。

## 人物塑造

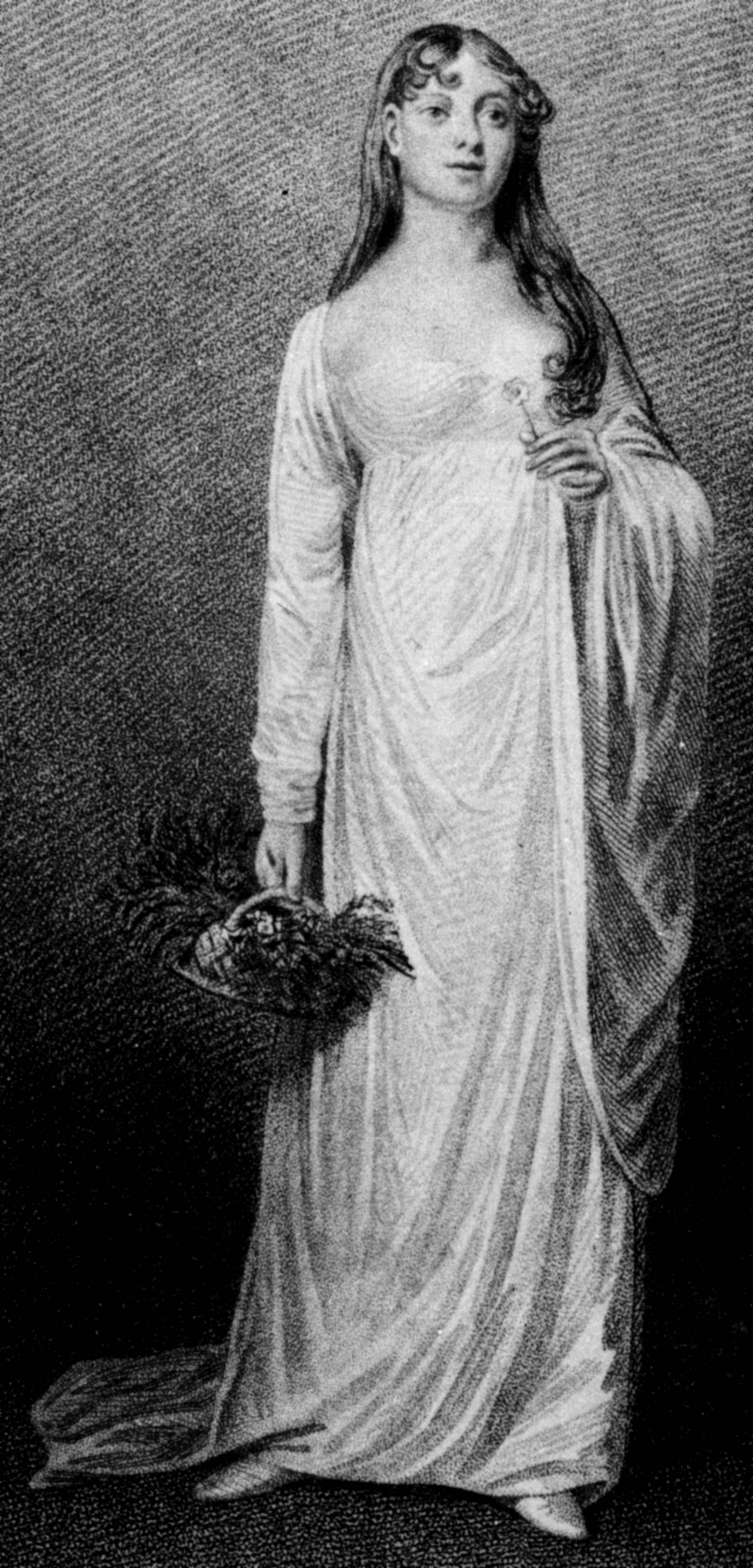
瑪莉·凱瑟琳·鮑爾頓（1790–1830）於1813年飾演歐菲莉亞，與約翰·菲力普·肯布勒飾演的哈姆雷特作對手戲

### 《哈姆雷特》的製作
雖然眾所周知在莎士比亞時期理查德·伯爾巴格飾演哈姆雷特，但沒有任何證據哪一個人飾演歐菲莉亞。由於在伊莉莎白時代的大眾舞台沒有專業女演員，所以我們只能確定她是被男性飾演。演員必須曾接受音樂訓練，因為歐菲莉亞的台詞中有像《沃爾辛厄姆》的情歌，而根據首版四開本，演唱歌曲會有琵琶帶入。
在英國的近代早期舞台已確立了代表女性瘋狂的一系列標誌性傳統手法：亂糟糟的頭髮披下來、身穿白色並用野花點綴，歐菲莉亞的神智狀態必須讓她面前的觀眾感到「清楚了解」。安德魯·格爾解釋道：「顏色是舞台象徵主義的主要來源」，所以哈姆雷特「像夜的顏色」和「慣常西裝和莊嚴黑色」與歐菲莉亞「純潔和茫然的白色」之間的對比會傳達特定和性別化的聯想。肖華特則認為她為全場人員提供野花的舉動意味著失去貞操，甚至是她溺水而導致「可能逝世」的方式是帶著女性化（雷爾提聽到新聞流淚是與「那個女人」相關）的聯繫。
性別架構也是近代早期理解哈姆雷特與歐菲莉亞之間瘋狂的區別：憂鬱通常被理解為男性知識份子的疾病，所以歐菲莉亞則被認為患上了情愛妄想，是生物和情感上所構想出的疾病。這個對於女性瘋狂行為的探討影響了1960年代舞台上對歐菲莉亞的塑造，當女演員出現在英國劇院時，首先開始為角色引入「新的含義和顛覆性的張力」：「扮演歐菲莉亞的女演員最值得讚頌的那些謠言稱讚戀愛失望的女性」。肖華特講述了一個戲劇趣聞，其生動地捕捉了表演者的身份與其所扮演的角色之間的這種重疊感：

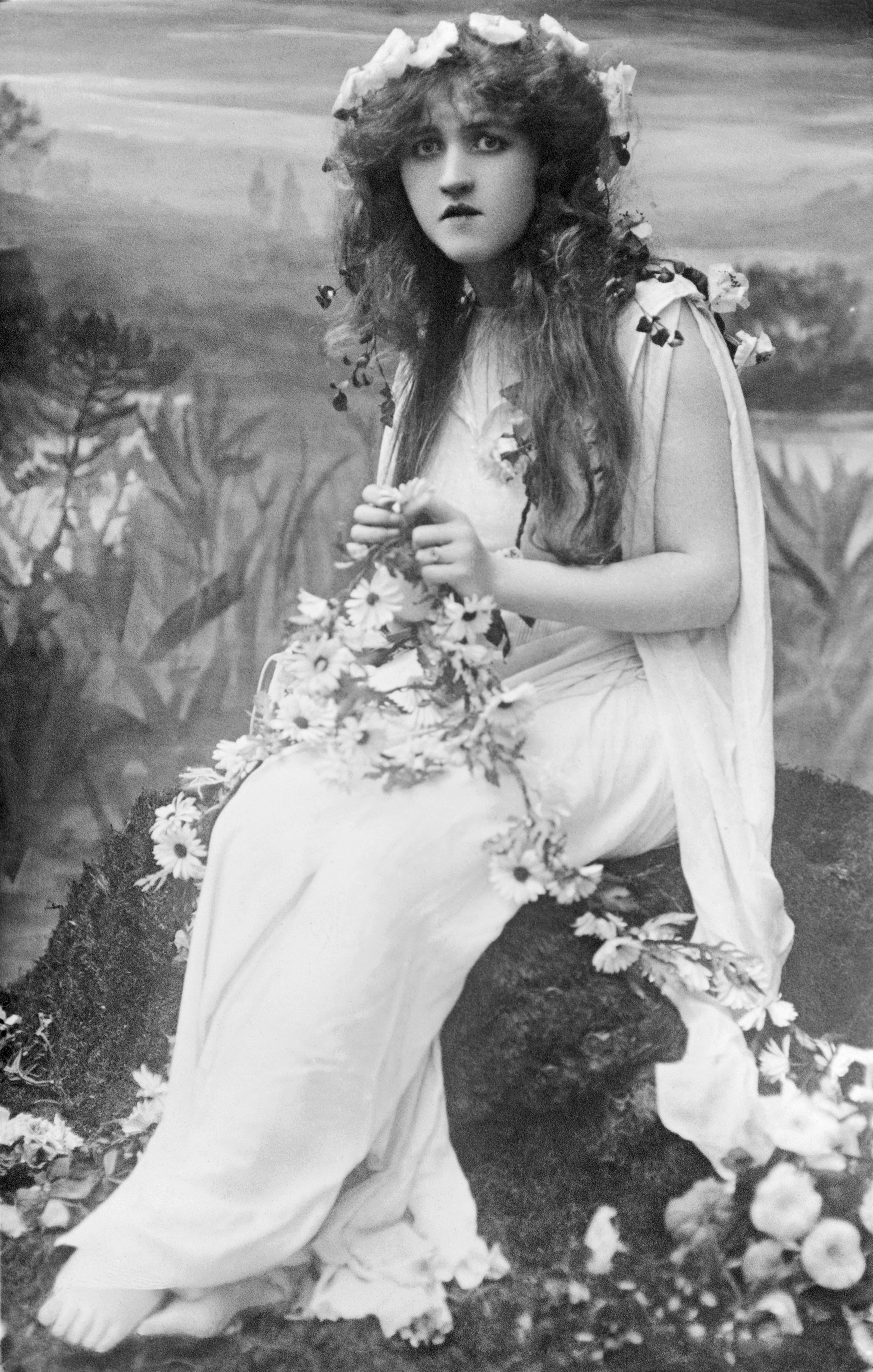
女高音歌手內華達·迷孃於1910年在歌劇《哈姆雷特》飾演歐菲莉亞。歌劇版本簡化了情節，使戲劇集中於哈姆雷特的困境及其對歐菲莉亞的影響

「這個最偉大的勝利要獻給蘇珊·芒特福特，這名曾是林肯律師公會廣場的演員因為情人的背叛而瘋掉。1720年的一個晚上，她從看守員逃脫，跑進劇院，就像晚期的歐菲莉亞一樣進入了瘋狂那一幕，『在她向前撲去……以狂野的眼神和搖擺不定的動作』。正如當代所報導的那樣，她實際上就是『歐菲莉亞』，讓表演者和觀眾感到驚訝，而本性也盡了最後的努力，她的生命力辜負了她，她不久就死了。」
在18世紀，奧古斯都時代戲劇的慣例促進了對歐菲莉亞的瘋狂和性能力有著少了許多的強烈、更多情感化和端莊的描繪。從1772年的萊辛厄姆夫人到瑪莉·凱瑟琳·鮑爾頓，都與約翰·肯布勒於1813年飾演對手戲，他熟悉的角色形象代替了熱情表現。薩拉·西登斯於1785年以「莊重而古典的尊嚴」來飾演歐菲莉亞的瘋狂。
多年來，許多偉大的女演員都曾在舞台上飾演歐菲莉亞。在19世紀，她被海倫娜·富契特、多蘿西婭·喬丹、弗朗西絲·阿賓頓和佩格·沃芬頓，而佩格通過扮演這個角色贏得了她的首個真正的名望。劇場經理塔特·威爾金森宣佈繼蘇珊娜·瑪莉亞·西伯之後，伊莉莎白·薩切爾（來自著名的肯布爾家庭）是他看過最好的歐菲莉亞。美國學者蒂娜·帕克稱，歐菲莉亞被困在丹麥全體人員的監禁世界中，只有失去理智，她才能逃脫。帕克則認為，歐菲莉亞的問題世紀是作為女兒太過孝順，因為她服從父親拒絕哈姆雷特並將禮物還給他，也因為她不真實面對自己，因此為她的失敗準備好。

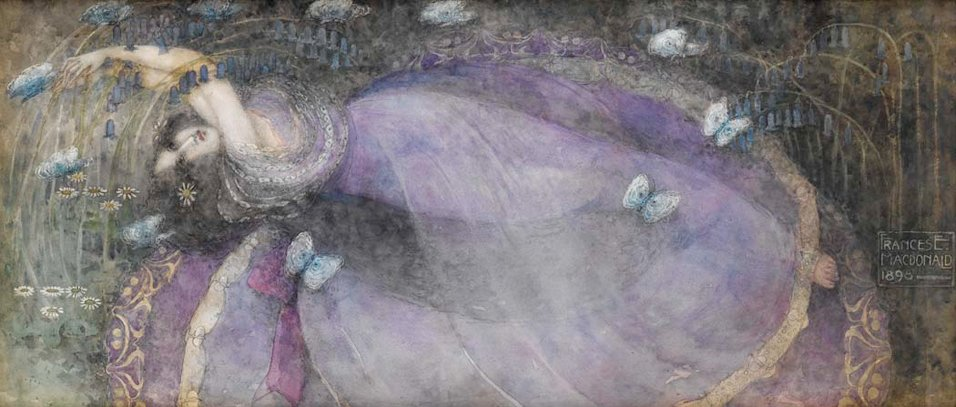
弗朗西絲·麥唐諾《歐菲莉亞》（1898）

### 電影
自從早期無聲電影時代起，奧菲莉亞就一直在銀幕上大放異彩。朵洛西·福斯特與查理斯·雷蒙在1912年電影《哈姆雷特》飾演歐菲莉亞與哈姆雷特。珍·茜蒙絲在1948年《哈姆雷特》飾演角色，並入圍奧斯卡最佳女配角獎。更加近代的，歐菲莉亞曾被安娜絲塔西亞·維汀斯卡亞（1964）、瑪莉安·菲絲佛（1969）、海倫娜·寶漢·卡特（1990）、凱特·溫斯蕾（1996）、茱莉亞·史緹爾（2000）、瑪麗亞·蓋爾（2009）和黛西·蕾德莉（2018）飾演。與歐菲莉亞相關的主題拍成電影像《歐菲莉亚的难题》和《像歐菲莉亞般死亡》。
在許多現代戲劇和電影改編中，她瘋狂的一幕都用赤腳體現，包括格里戈里·米哈伊洛維奇·科津采夫、法蘭高·齊費里尼、肯尼斯·布萊納和麥克爾·阿爾默瑞德執導的版本。
維夏·巴德瓦杰的改編版本《海德爾》中，該角色由施拉達·卡普爾飾演。

### 音乐
法国歌手兼词曲作者 诺尔韦恩·勒鲁瓦(Nolwenn Leroy) 的歌曲 《Ophélia》 受到 歐菲莉亞 的启发，该歌曲收录在她 2012年的专辑 《Ô Filles de l'eau》 中。

### 藝術作品

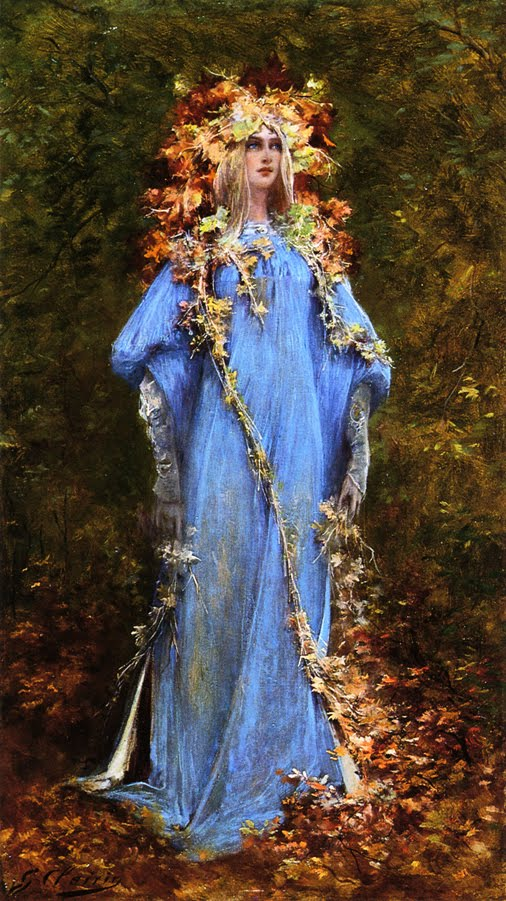
乔治·克莱兰《歐菲莉亞》
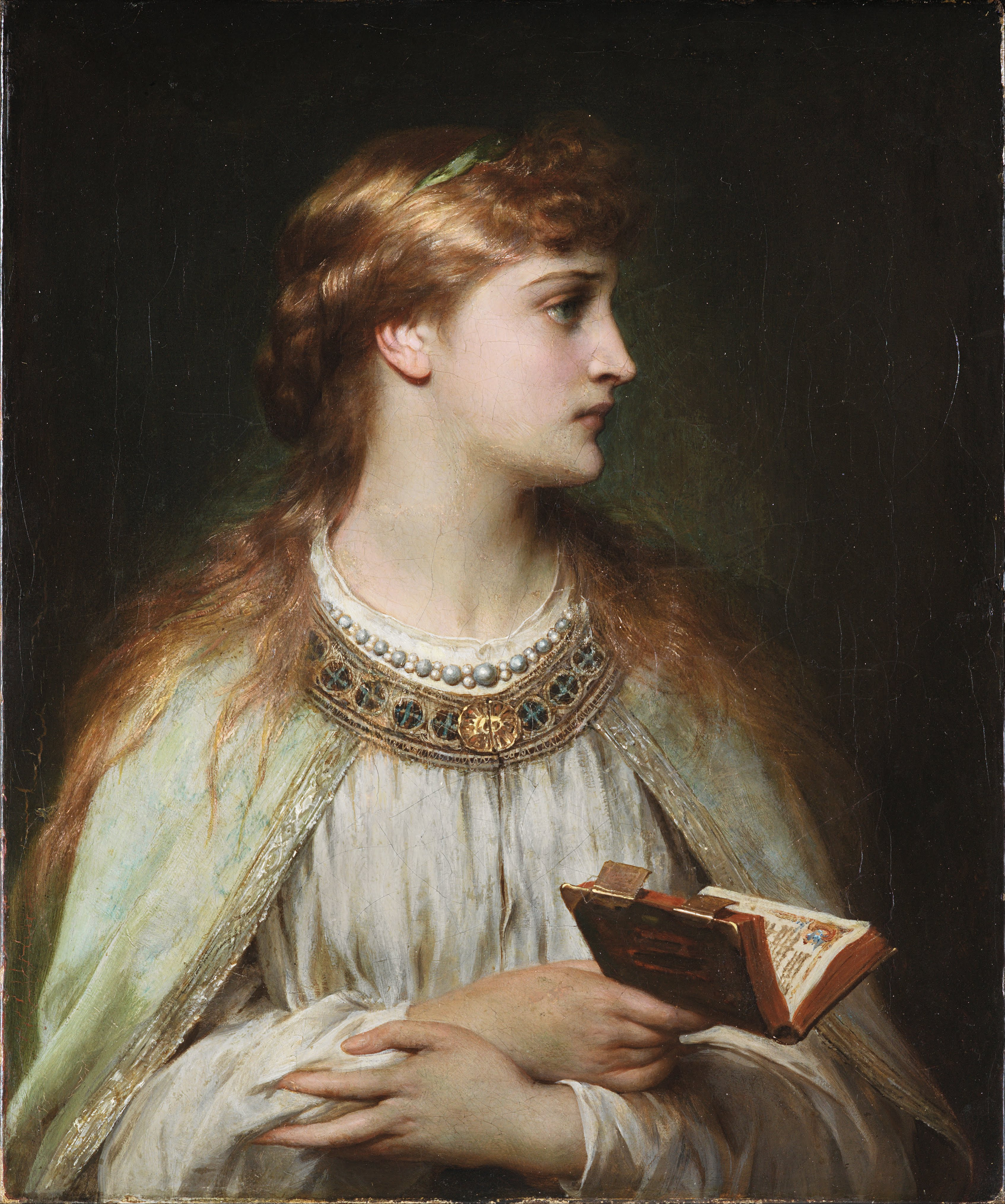
托马斯·弗朗西斯·迪克西《歐菲莉亞》（1864）
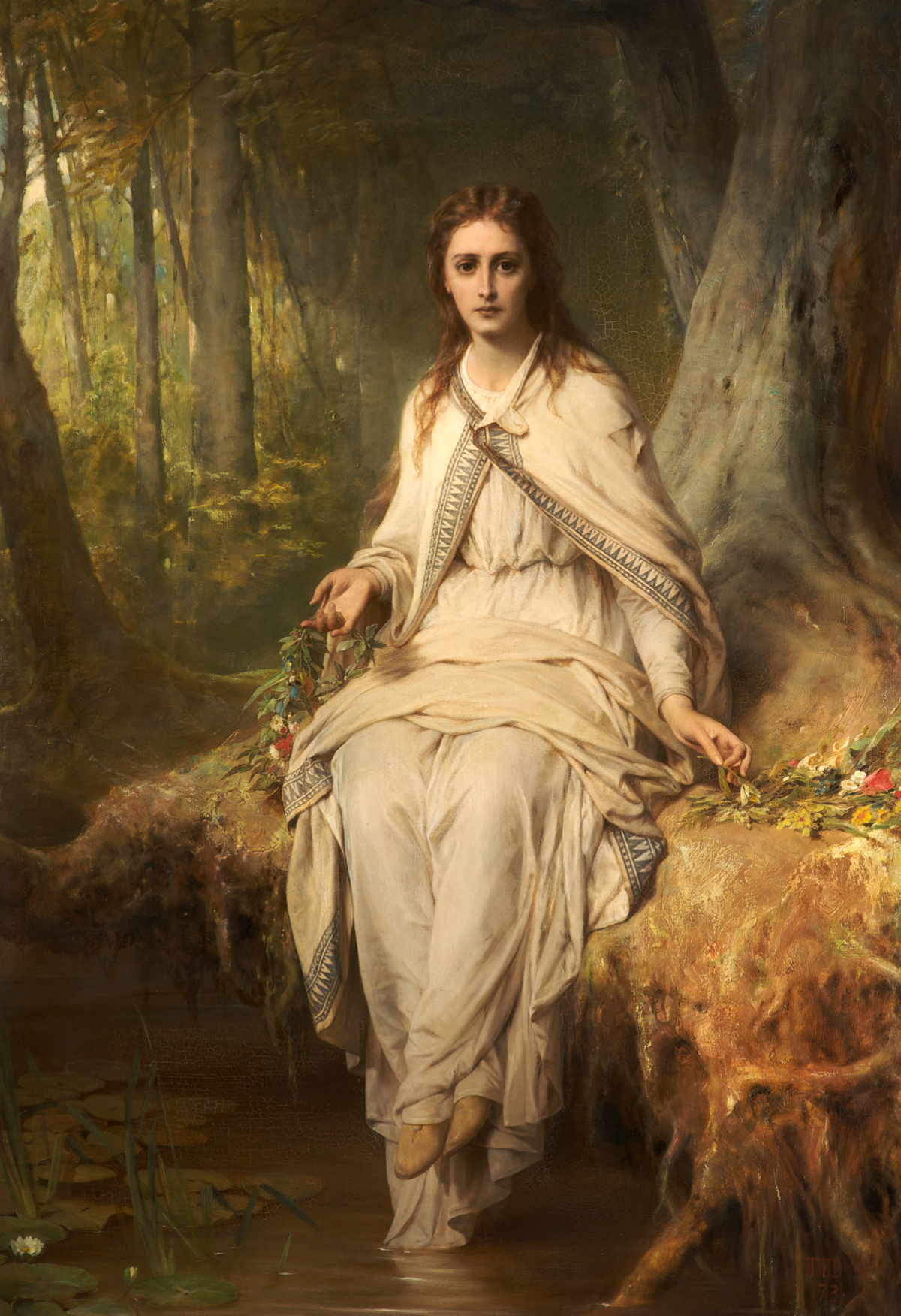
托马斯·弗朗西斯·迪克西《歐菲莉亞》（1873）
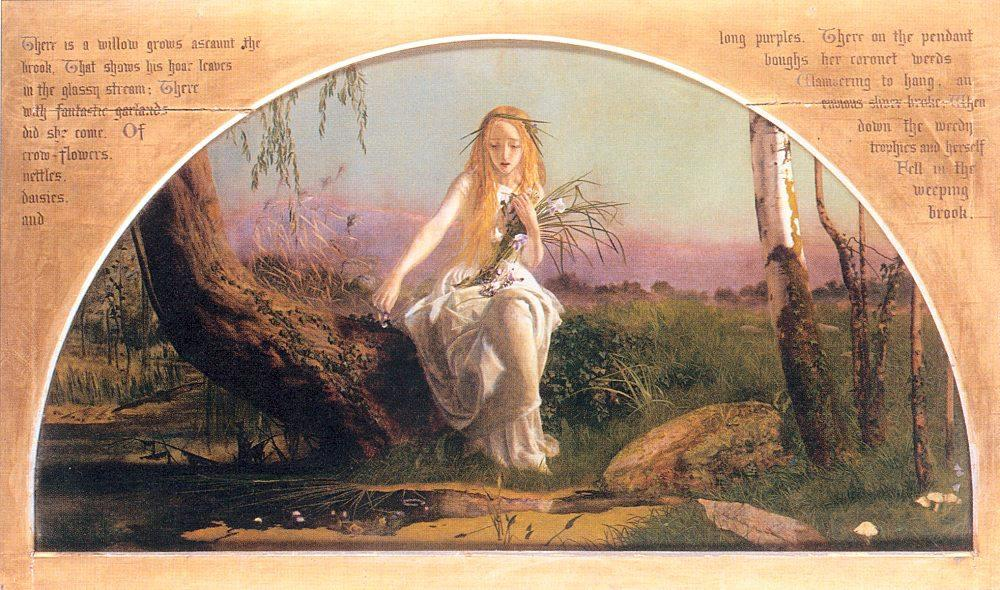
阿圖·休斯《歐菲莉亞》（1852）
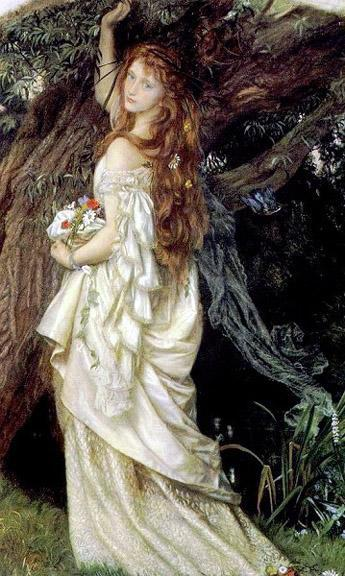
阿圖·休斯《歐菲莉亞》（1865）
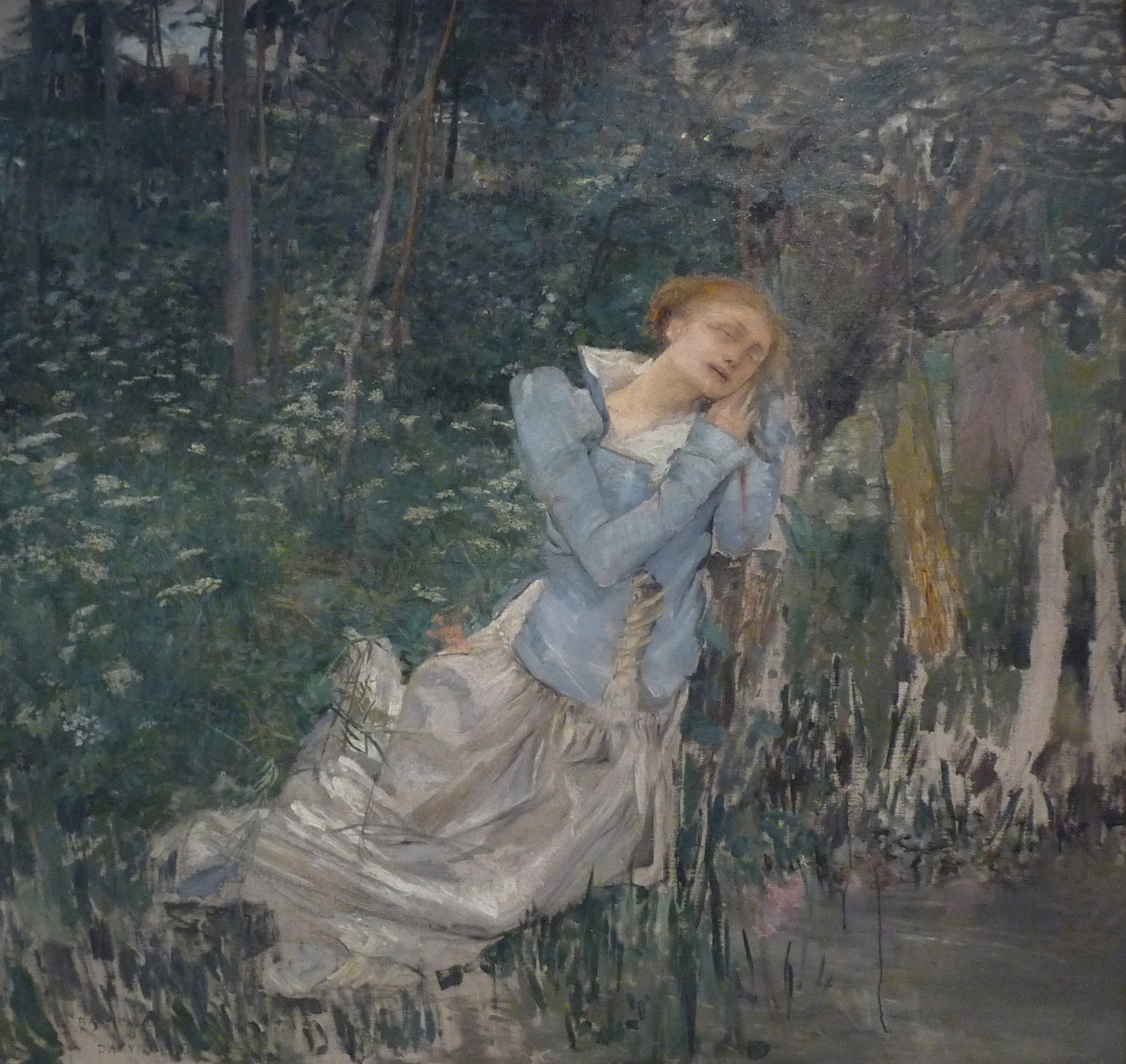
朱爾絲·巴斯蒂昂-勒帕吉《歐菲莉亞》（1881）
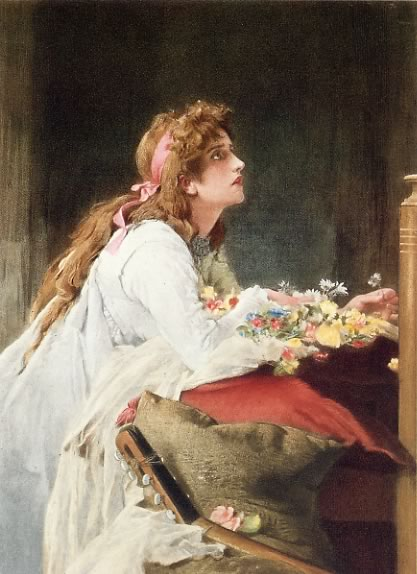
馬庫斯·史東《歐菲莉亞》（1888）
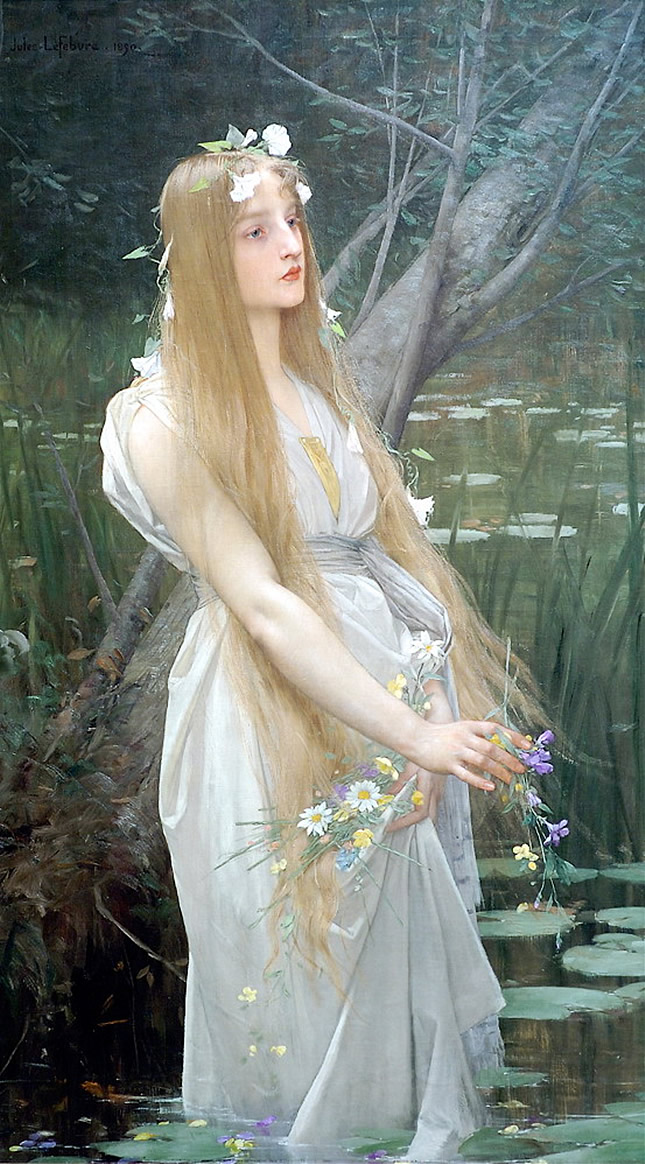
儒勒·勒費弗爾《歐菲莉亞》（1890）

## 腳注
1. ↑  . www.etymonline.com.   [2020-03-22]. （原始内容存档于2021-03-08）.
2. ↑  Campbell, Mike. . Behind the Name.   [2020-03-22]. （原始内容存档于2021-02-11）.
3. ↑  《哈姆雷特》，第一幕第三場
4. ↑  《哈姆雷特》，第二幕第一場
5. ↑  《哈姆雷特》，第二幕第二場
6. ↑  《哈姆雷特》，第三幕第一場
7. ↑  參見哈姆雷特#语言
8. ↑  《哈姆雷特》，第三幕第二場
9. ↑  《哈姆雷特》，第三幕第四場
10. ↑  《哈姆雷特》，第四幕第五場
11. ↑  . Drugs.com.   [2016-09-11]. （原始内容存档于2021-03-08）.
12. ↑  For one example of praise, see "The Works of Shakespeare", in 11 volumes (Hamlet in volume 10), edited by Henry N. Hudson, published by James Munroe and Company, 1856: "This exquisite passage is deservedly celebrated. Nothing could better illustrate the Poet's power to make the description of a thing better than the thing itself, by giving us his eyes to see it with."
13. ↑  《哈姆雷特》，第五幕第一場
14. ↑  Taylor (2002, 4); Banham (1998, 141); Hattaway asserts that "Richard Burbage [...] played Hieronimo and also Richard III but then was the first Hamlet, Lear, and Othello" (1982, 91); Peter Thomson argues that the identity of Hamlet as Burbage is built into the dramaturgy of several moments of the play: "we will profoundly misjudge the position if we do not recognize that, whilst this is Weiner Hamlet talking about the groundlings, it is also Burbage talking to the groundlings" (1983, 24); see also Thomson (1983, 110) on the first player's beard. A researcher at the British Library feels able to assert only that Burbage "probably" played Hamlet; see its page on Hamlet （页面存档备份，存于）.
15. ↑  Q1 has the direction, "Enter Ofelia playing on a Lute..."
16. ↑  Showalter (1985, 80–81). In Shakespeare's King John (1595/6), the action of act three, scene four turns on the semiotic values of hair worn up or down and disheveled: Constance enters "distracted, with her hair about her ears" (17); "Lady, you utter madness, and not sorrow", Pandolf rebukes her (43), yet she insists that "I am not mad; this hair I tear is mine" (45); she is repeatedly bid to "bind up your hairs"; she obeys, then subsequently unbinds it again, insisting "I will not keep this form upon my head / When there is such disorder in my wit" (101–102).
17. ↑  Gurr (1992, 193) and Showalter (1985, 80–81).
18. ↑  Showalter (1985, 80–81).
19. ↑  Showalter (1985, 80, 81).
20. ↑  Showalter (1985, 81–82).
21. ↑  Showalter (1985, 82).
22. ↑  William Cullen Bryant & Evert A. Duyckinck (eds.), The Complete Works of Shakespeare, 1888
23. ↑  Some aspects of provincial drama in the eighteenth centuryFrederick T. Wood English Studies, Volume 14, Issue 1 – 6 1932 (p. 73)
24. 1 2  Packer, Tina. . New York City: Alfred Knopf. 2015: 190. ASIN B00N6PCXS8.
25. ↑  . British Film Institute.   [2019-04-11]. （原始内容存档于2021-03-08） （英语）.
26. ↑  . Variety. 1948-05-12  [2019-04-11]. （原始内容存档于2021-03-13）.
27. ↑  Crowther, Bosley. . [he New York Times. 1964-09-15  [2019-04-11]. ISSN 0362-4331. （原始内容存档于2021-03-09）.
28. ↑  Greenspun, Roger. . The New York Times. 1969-12-22  [2019-04-11]. ISSN 0362-4331. （原始内容存档于2021-03-08）.
29. ↑  . Los Angeles Times. 1990-12-22  [2019-04-11]. ISSN 0458-3035. （原始内容存档于2021-03-09）.
30. ↑  . British Universities Film & Video Council.   [2019-04-11]. （原始内容存档于2021-02-24）.
31. ↑  Gilbey, Ryan. . New Statesman. 2014-10-14  [2019-04-11]. （原始内容存档于2021-03-08）.